# Alain Juppé
Alain Marie Juppé (Mont-de-Marsan, 15 de Agosto de 1945) é um político francês. Ocupou o cargo de primeiro-ministro da França entre 18 de Maio de 1995 a 3 de Junho de 1997. Foi prefeito de Bordeaux de junho de 1991 a dezembro de 2004, e novamente de outubro de 2015 até hoje.

## Vida
Membro dos Republicanos, foi primeiro-ministro da França de 1995 a 1997 no governo do presidente Jacques Chirac, período durante o qual enfrentou grandes greves que paralisaram o país e se tornaram muito impopulares. Ele deixou o cargo após a vitória da esquerda nas eleições de 1997. Foi Ministro das Relações Exteriores de 1993 a 1995 e Ministro do Orçamento e Porta-voz do Governo de 1986 a 1988. Foi Presidente do partido político União por um Movimento Popular(UMP) de 2002 a 2004 e prefeito de Bordeaux de 1995 a 2004.
Após o caso dos empregos fantasmas em dezembro de 2004, Juppé suspendeu sua carreira política até ser reeleito prefeito de Bordeaux em outubro de 2006. Ele serviu por um breve período como Ministro de Estado da Ecologia e Desenvolvimento Sustentável em 2007, mas renunciou em junho de 2007 após ser reprovado em sua tentativa de ser reeleito nas eleições legislativas de 2007. Foi Ministro da Defesa e dos Assuntos dos Veteranos de 2010 a 2011 e Ministro dos Negócios Estrangeiros de 2011 a 2012.
Ele anunciou em 2015 sua intenção de contestar as eleições primárias de seu partido antes das eleições presidenciais de 2017. Ele ficou em segundo lugar na primeira primária aberta da direita e do centro , e no segundo turno perdeu para François Fillon .
No início de 2019, ele aceitou a indicação para se tornar membro do Conselho Constitucional da França e, posteriormente, anunciou que renunciaria ao cargo de prefeito de Bordeaux.

## Livros publicados
- La Tentation de Venise, Grasset, 1993. ISBN 224646241X.
- Entre nous, NiL, 1996. ISBN 2841110729
- Montesquieu, Perrin-Grasset, 1999.
- Entre quatre z'yeux, with Serge July, Grasset, 2001. ISBN 9782246570219
- France, mon pays : lettres d'un voyageur, with Isabelle Juppé, Laffont, 2006. ISBN 9782221103654
- Je ne mangerai plus de cerises en hiver, Plon, 2009. ISBN 9782259203333
- La Politique, telle qu'elle meurt de ne pas être, with Michel Rocard, J.-C. Lattès, 2010. ISBN 9782709635776
- Mes chemins pour l’école, J.-C. Lattès, 2015. ISBN 978-2-7096-5046-5
- Pour un État fort, Paris, J.-C. Lattès, 2016.
- De vous à moi, 2016.